# إد ناي
إد ناي هو سياسي أمريكي، ولد في 12 سبتمبر 1932 في Gulf, North Carolina ‏ في الولايات المتحدة. نشط حزبياً في الحزب الديمقراطي. وقد انتخب عضو مجلس ولاية كارولاينا الشمالية ‏ وانتخب عضو مجلس نواب كارولينا الشمالية ‏.